# Kåge Jehrlander
Karl-Gustaf Adolf Jehrlander, känd som Kåge Jehrlander, född 6 november 1921 i Söderhamn, död 20 maj 2013 i Karlshamn, var en svensk operasångare (tenor).
Jehrlander utbildade sig till musiklärare 1948–1952 vid Musikhögskolan i Stockholm och blev medlem av sånggruppen Kvartetten Synkopen i början av 1950-talet. Han studerade även opera i Wien. Han scendebuterade som Gustaf III (Riccardo) i Maskeradbalen i Passau 1958 och engagerades vid Kungliga Operan 1962 där han debuterade som Don Ottavio i Don Giovanni. Under 1970-talet gästspelade han i Frankrike och Schweiz som Loge i Rhenguldet. Andra roller som kan nämnas är hertigen i Rigoletto, doktor Cajus i Falstaff och Hoffmann. Han sjöng rollen som Columbel vid urpremiären av Werles Drömmen om Thérèse 1964. Jehrlander avled den 20 maj 2013. Hans dödsannons publicerades i Svenska Dagbladet den 25 maj 2013.

## Filmografi
- 1953 – Dumbom